# Harmochirus pineus
Harmochirus pineus är en spindelart som beskrevs av Xiao X., Wang S. 2005. Harmochirus pineus ingår i släktet Harmochirus och familjen hoppspindlar. Inga underarter finns listade i Catalogue of Life.